# 紀元前146年
紀元前146年（きげんぜん146ねん）は、ローマ暦の年である。

## 他の紀年法
- 干支 : 乙未
- 日本
  - 開化天皇12年
  - 皇紀515年
- 中国
  - 前漢 : 景帝中元4年
- 朝鮮
  - 檀紀2188年
- 仏滅紀元 : 399年
- ユダヤ暦 : 3615年 - 3616年

## できごと

### 共和政ローマ
- 共和政ローマがカルタゴ及び古代ギリシアを征服したことにより、以後約700年にわたり、ローマが地中海世界唯一の超大国となる。

### カルタゴ
- 第三次ポエニ戦争。カルタゴがスキピオ・アエミリアヌス（小スキピオ）指揮するローマ軍に敗れる。スキピオの反対にもかかわらず、元老院の命により、城壁が破却され、市街は完全に破壊される。

### ギリシア
- コリントスの戦い - ルキウス・ムンミウス麾下のローマ軍がアカイア同盟をコリントス近郊で破る。コリントスは破壊され、アカイア同盟は崩壊。ギリシアがローマのアカエア属州となる。ローマ軍はコリントスを掠奪し、美術品や船舶をローマに持ち帰る。
- 4つの自治領に分かれていたマケドニアをローマが属州化する。マケドニア属州の成立。

### 天文学
- ヒッパルコスが分点を定める。

## 死去
- 11月28日 - ゲンティウス（英語版） - イリュリア最後の王
- クリトラオス（英語版） - アカイア同盟の将軍（戦死）